# Damage Done
Damage Done е шестият дългосвирещ албум на Dark Tranquillity. За песента Monochromatic Stains е заснет видеоклип, стилово и тематично подобен на филма „Кабинетът на доктор Калигари“.